# Doithrix parcivillosa
Doithrix parcivillosa är en tvåvingeart som beskrevs av Ole Anton Saether och James E. Sublette 1983. Doithrix parcivillosa ingår i släktet Doithrix och familjen fjädermyggor.
Artens utbredningsområde är Tennessee. Inga underarter finns listade i Catalogue of Life.